# Cimetière de Pontoise
Le cimetière de Pontoise est un grand cimetière communal de la ville de Pontoise dans le Val-d'Oise, situé rue de Gisors. Ouvert dans la première moitié du XIXe siècle, il contient nombre de tombes anciennes, certaines comportant des bustes ou des médaillons, ainsi que des chapelles funéraires. Une statue, « la Paix », érigée en 1984, domine le monument aux morts de 1870, remplaçant l'ancienne statue de 1909 fondue par l'occupant allemand en 1943. Le cimetière possède un columbarium, comme il est désormais prévu par la loi. Le cimetière est complet et les inhumations se font désormais au nouveau cimetière intercommunal de Puiseux-Pontoise.

## Personnalités
- René Binet (1913-1957), activiste politique
- Charb, pseudonyme de Stéphane Charbonnier (1967-2015), dessinateur assassiné au cours de l'attentat de Charlie Hebdo[4]
- Comte Léon Charles (1806-1881), fils naturel de Napoléon, inhumé dans la fosse commune
- Henri Le Charpentier (1839-1884), historien local
- Gustave Loiseau (1865-1935), peintre
- Arsène Michot (1820-1870), régisseur du théâtre impérial (chapelle néogothique avec sculpture d'ange musicien)
- Jeanne-Louise Musquinet (1743-1828), mère du général Leclerc (époux de Pauline Bonaparte)
- Général Nicolas Schmitz (1768-1851), baron d'Empire (obélisque)
- Georges William Thornley (1857-1935), peintre paysagiste
- Eugène Turpin (1848-1927), chimiste inventeur de la mélinite
- Deux tombes militaires d'aviateurs britanniques tombés le 1er juin 1944 sont aussi visibles[5].